# Bernbrunn
Bernbrunn ist ein Dorf in Baden-Württemberg, das seit 1975 zur Stadt Gundelsheim gehört.

## Geschichte

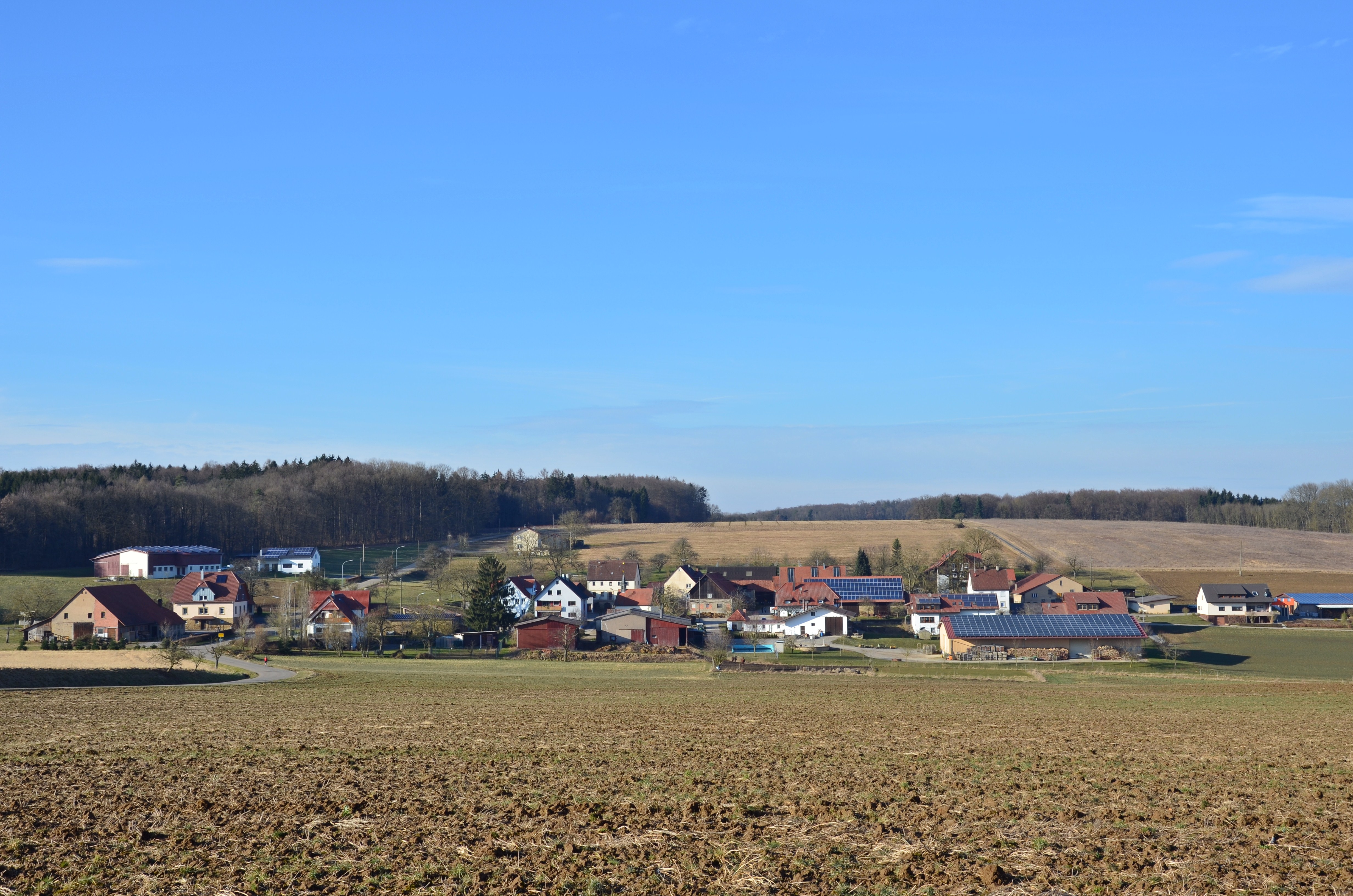
Blick auf Bernbrunn

Die erste urkundliche Erwähnung des Ortes datiert auf das Jahr 1308. Über die frühe Geschichte des Ortes ist wenig bekannt. Möglicherweise steht der Ort in Zusammenhang mit einem Bernus, der im 8. Jahrhundert Stiftungen in umliegenden Orten an das Kloster Lorsch machte. Ein 1270 genannter Ritter von Steinach genannt Berenbruner und ein ebenfalls im hohen Mittelalter an der Deutschhauskapelle von Mergentheim erwähnter Bruder Hermann von Bernbrunen könnten Vertreter eines eventuell zu Bernbrunn gesessenen frühen Ortsadels sein. Der Zehnt lag im 14. Jahrhundert beim Stift Wimpfen.
Der Ort bestand über lange Zeit aus drei Höfen: Ordenshof, Spitalhof und Heuchlinghof. Der Besitz an den Höfen wechselte mehrfach, bis im 17. Jahrhundert schließlich zwei der Höfe im Besitz des Mosbacher Spitals und einer der Höfe im Besitz des Deutschen Ordens waren. Die obrigkeitlichen Rechte über die Höfe des Mosbacher Spitals lagen bei der Kurpfalz. Der Weiler wurde im Dreißigjährigen Krieg zerstört oder aufgegeben und ab 1657 von Höchstberg aus neu besiedelt, wobei es bei zersplitterten wechselnden Besitzverhältnissen blieb. Kirchlich zählten die Einwohner Bernbrunns zu Allfeld.
Bei der Auflösung des Deutschen Ordens kam der Ordensbesitz an das Königreich Württemberg, der bis 1856 in Privatbesitz der Bernbrunner Bauern gehende frühere kurpfälzische Besitz zum Großherzogtum Baden. Baden und Württemberg verhandelten in den Jahren 1857 bis 1861, 1900 bis 1906 und 1922 bis 1930 erfolglos über eine einheitliche Staatszugehörigkeit.
Das Dorf wurde 1935 nach Allfeld eingemeindet und gelangte nach einem 1955 abgegebenen Mehrheitsbeschluss der Einwohner am 1. April 1962 mit damals 88 ha Gebiet und 37 Einwohnern von Allfeld nach Höchstberg, mit diesem am 1. Januar 1975 zu Gundelsheim. Bernbrunn ist bis heute stark landwirtschaftlich geprägt und hat keine nennenswerte Infrastruktur.

## Sehenswürdigkeiten
- Kapelle mit altem Brunnen und Maria Immaculata
- Marienstatue

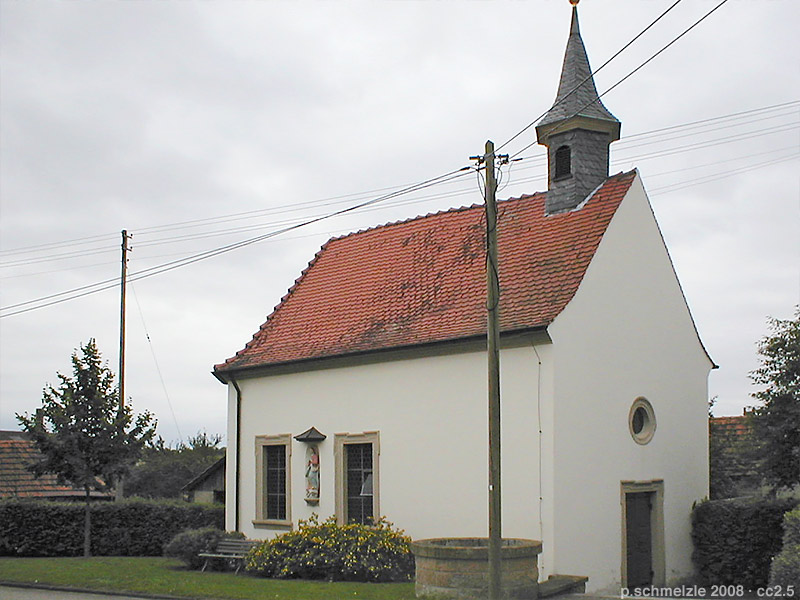
Kapelle in Bernbrunn
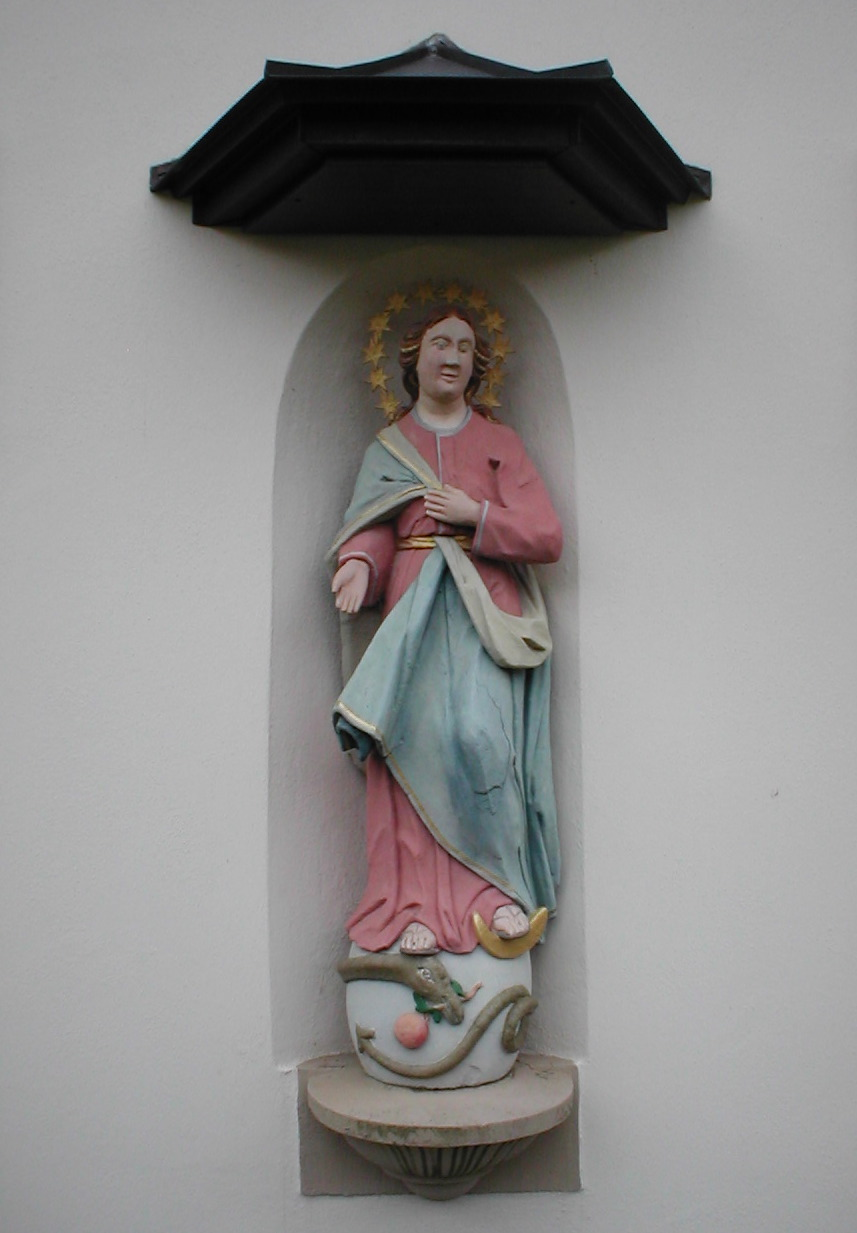
Maria Immaculata an der Kapelle
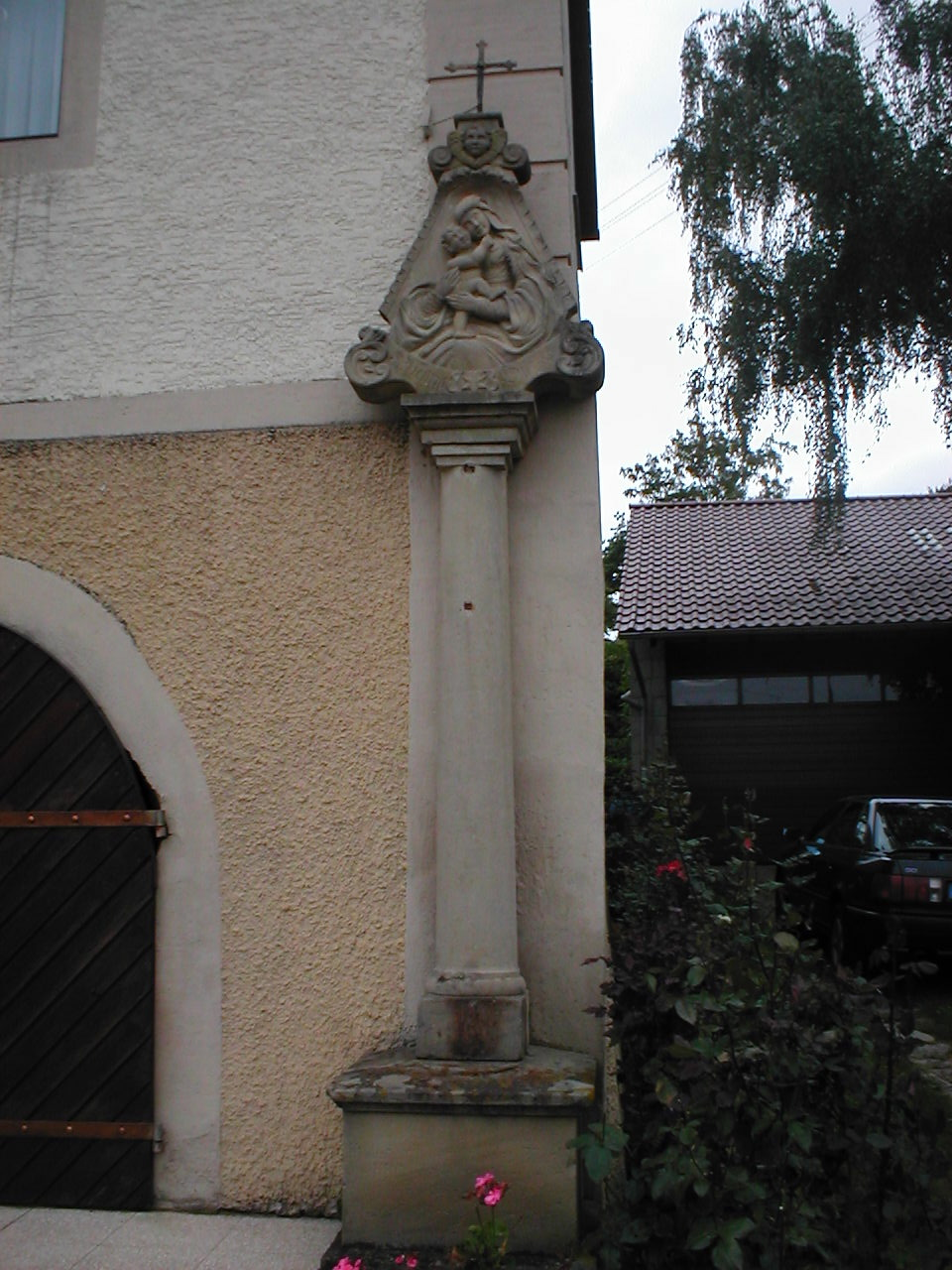
Marienstatue auf Sandsteinsäule
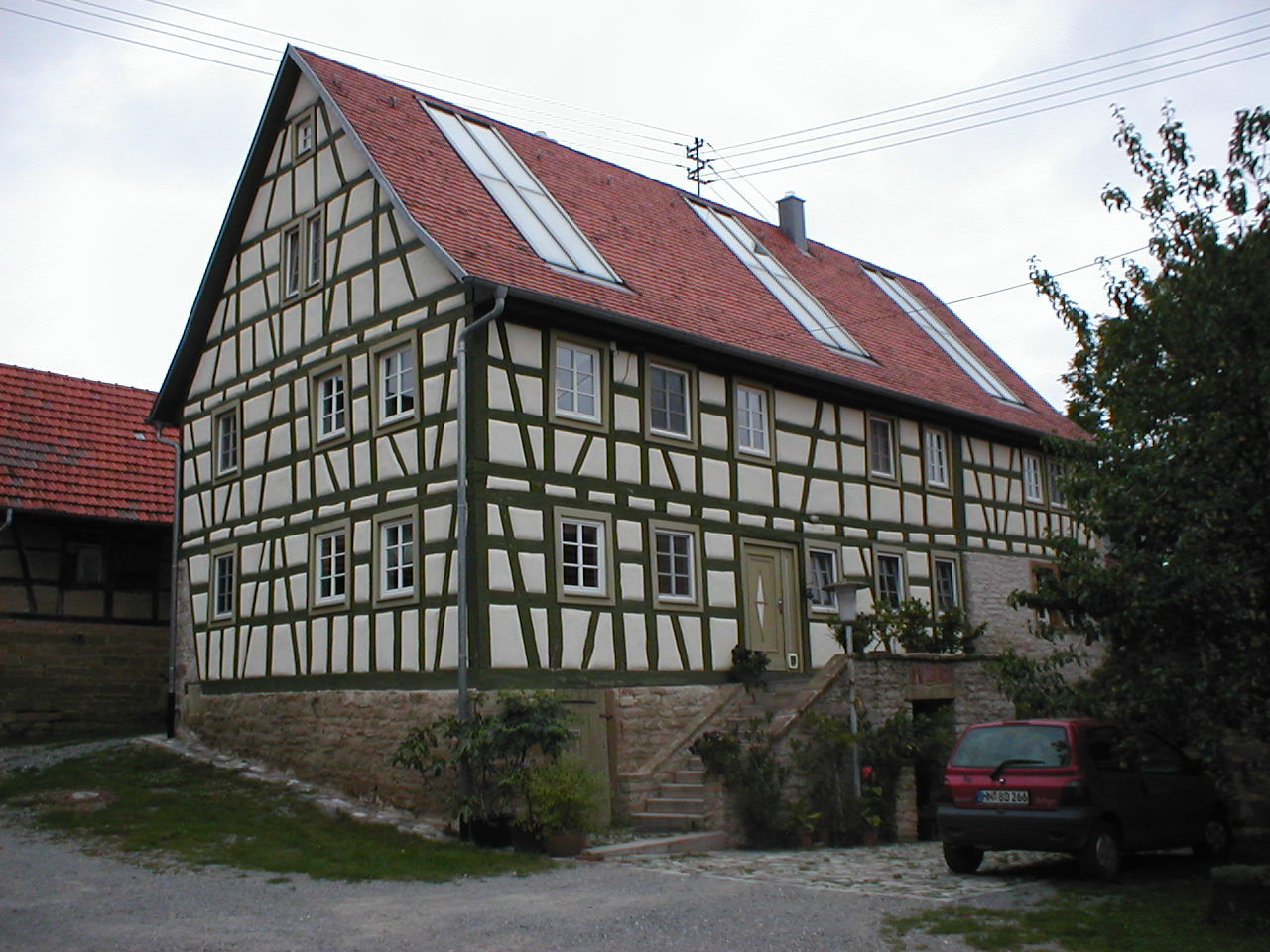
Fachwerkbau in Bernbrunn